# Clint Molly
Clint Molly (11 maart 1985) is een Nederlands voetballer die als aanvaller voor Stormvogels Telstar speelde.

## Loopbaan
Clint Molly speelde in de jeugd van AFC Ajax, en werd ook geselecteerd voor het Nederlands elftal onder 15. In 2004 vertrok hij naar Stormvogels Telstar waar hij eerst voor Jong Telstar speelde. Op 10 februari 2006 debuteerde hij voor Stormvogels Telstar in de Eerste divisie, in de met 3-4 gewonnen uitwedstrijd tegen MVV Maastricht. In totaal speelde Molly drie wedstrijden in twee seizoenen voor Telstar, waar hij in 2007 vertrok. Hierna speelde hij nog als amateur voor VV Young Boys en OSV.

### Statistieken
| Seizoen                  | Club                | Land           | Competitie     | Competitie | Competitie | Beker | Beker | Totaal | Totaal |
| Seizoen                  | Club                | Land           | Competitie     | Wed.       | Dlp.       | Wed.  | Dlp.  | Wed.   | Dlp.   |
| ------------------------ | ------------------- | -------------- | -------------- | ---------- | ---------- | ----- | ----- | ------ | ------ |
| 2005/06                  | Stormvogels Telstar | Nederland      | Eerste divisie | 2          | 0          | 0     | 0     | 2      | 0      |
| 2006/07                  | Stormvogels Telstar | Nederland      | Eerste divisie | 1          | 0          | 0     | 0     | 1      | 0      |
| Carrièretotaal           | Carrièretotaal      | Carrièretotaal | Carrièretotaal | 3          | 0          | 0     | 0     | 3      | 0      |
| Bijgewerkt op 5 mei 2019 |                     |                |                |            |            |       |       |        |        |